# Brooklyn (Indiana)
Brooklyn – miasto w Stanach Zjednoczonych, w stanie Indiana, w hrabstwie Morgan.